# Soulane (rivière)
Pour les articles homonymes, voir Soulane.
La Soulane est une rivière française du Massif central dans le département du Cantal, affluent de l'Etze et sous-affluent de la Dordogne.

## Géographie
Elle prend sa source vers 850 mètres d’altitude dans le Massif central en Auvergne-Rhône-Alpes, à deux kilomètres au sud de Saint-Cernin.
Elle rejoint l'Etze deux kilomètres au nord-est de Saint-Santin-Cantalès.